# Пётр Вальдо
Петр (Пьер) Вальдо или Вальдус (фр. Pierre Valdo; 1140 — 1217) — основатель религиозного движения вальденсов, названного, возможно, по его имени (по другому толкованию, оно произошло от vallis (долина)). Их идеи были распространены на юге Франции, севере Италии, Германии, Чехии, Испании.
Согласно преданию, он был богатый купец в Лионе до 1160 года, когда он превратился в радикального христианина, отдал свою недвижимость жене, а остатки денег — бедным.
Вальдус начал проповедовать и учить на улицах своим идеям простоты и бедности: «Никакой человек не должен служить двум хозяевам: Богу и маммоне». Его приверженцев стали называть «лионскими бедняками», а впоследствии вальденсами. Сами себя они именовали также «бедняками Христа» либо «нищими духом». Евангелие они признавали единственным источником учения о Боге. Собор в Вероне 1184 года под председательством папы Луция III и при участии императора Фридриха I Барбароссы отлучил вальденсов («pauperes de Lugduno») наряду с другими еретиками от церкви. Вальдес и те из его сторонников, которые не скрывали своей приверженности к его идеям, были изгнаны из Лиона.
Вальденсы до сих пор существуют в Пьемонте. В 1970-х Итальянская Вальденсианская церковь соединилась с Методистами, сформировав Chiesa Evangelica Valdese (Вальденсианская церковь), входящую во Всемирный Совет Церквей.